# Ignacy Casanovas Perramón
Ignacy Casanovas Perramón SchP, hiszp. Ignasi Casanovas Perramón (ur. 15 czerwca 1893 w Igualadzie, zm. 16 września 1936 w Òdenie) – hiszpański prezbiter z Zakonu Kleryków Regularnych Ubogich Matki Bożej Szkół Pobożnych, ofiara antykatolickich prześladowań Kościoła katolickiego w czasach hiszpańskiej wojny domowej, zamordowany z nienawiści do wiary łac. odium fidei.

## Życiorys
Pochodził katolickiej rodziny Ramona i Marii mieszkającej w Igualda na terenie diecezji Vich. Do nowicjatu Zakonu Kleryków Regularnych Ubogich Matki Bożej Szkół Pobożnych wstąpił 21 listopada 1909 roku w Moià. W dwa lata później 20 sierpnia złożył proste śluby zakonne, a uroczystą profesję po ukończeniu formacji zakonnej 30 sierpnia 1914 roku w Terrassie. Przyjął imię zakonne Ignacy od świętego Rajmunda. Po ukończeniu studiów teologicznych i filozoficznych w Irache 17 września 1916 roku, w Barcelonie, sakrament święceń kapłańskich udzielił mu kardynał Joan Baptista Benlloch i Vivó. Zgodnie z powołaniem pracował w placówkach wychowawczych prowadzonych przez pijarów na terenie Terrassy (1916–1918), Vilanova i la Geltrú (1918–1920), Olotu (1920–1924) i Barcelony(1924–1936). Gdy nastąpiło nasilenie czerwonego terroru w Hiszpanii aresztowano go 16 września 1936 roku w trakcie letniego pobytu w domu swojej matki. Przed śmiercią powiedział 
„Czyż mogę umrzeć za coś bardziej świętego i szlachetnego?”
Rozstrzelany został tego samego dnia, mimo iż w swoim apostolacie nie prowadził działalności politycznej i nie był zaangażowany w wojnę domową. Pochowano go na cmentarzu w Odenie, a 21 maja 1948 roku ciało przeniesiono do grobu rodzinnego o czym informację dołączono do dokumentacji procesu beatyfikacyjnego. 25 września 1995 roku dokonano elewacji relikwii do Sanktuarium Matki Bożej Miłosiernej patronki Igualady.

## Znaczenie
1 października 1995 roku na rzymskim Placu Świętego Piotra papież Jan Paweł II dokonał beatyfikacji czterdziestu pięciu ofiar prześladowań wśród których był Ignacy Casanovas Perramón w grupie trzynastu pijarskich męczenników.
W Kościele katolickim dniem wspomnienia liturgicznego każdego z otoczonych kultem jest dies natalis (16 września), razem z grupą błogosławionych współbraci także 22 września.